# Шакотис
Шакотис („торта у облику дрвета“  ) је пољски, литвански и белоруски традиционални колач. То је колач од путера, беланаца и жуманаца, брашна, шећера и кајмака, печен на ротирајућем ражњу у рерни или на отвореној ватри.

## Историја
Колач је постао популаран у 19. веку на некадашњој територији Пољско-литванске заједнице. Његово порекло је повезано са баумкухеном у немачкој кухињи. Први рецепт у пољско – литванско – белоруском региону објавио је у Вилњусу Јан Шитлер 1830.
Његово име значи "колач у облику дрвета" због свог карактеристичног облика (често је купастог облика, попут бора, а са капљама као гранама) и "колчића" изнутра. Пече се у процесу који захтева време и рад,  наношењем слојева теста на ротирајући ражњу у посебној отвореној рерни или на отвореној ватри.
Може бити украшен чоколадом и цветним орнаментима, али се често сервира обичан. Шакотис је један од најважнијих десерта у литванским прославама, посебно на венчањима или другим посебним приликама као што су Ускрс или Божић.  Био је то слатки избор да представља Литванију у иницијативи аустријског председавања Европском унијом, на Дан Европе 2006.
У мају 2015. у Друскининкаију, оборен је рекорд највећег шакотиса са висином од 372 цм и тежином 85,8 кг. 

## Галерија
- Припрема у Подласком, Пољска
- Обичне, ниске врсте меког шакотиса
- Шакотис украшен комадићима чоколаде и кокосовим струготинама
- Висок Шакотис, окићен цвећем
- Торта (у средини) сервирана на тањире (десно и лево) показујући карактеристичне слојеве колача који подсећају на прстенове дрвећа